# Emmanuel Carrère
Emmanuel Carrère (París, 9 de diciembre de 1957) es un escritor, guionista y realizador francés, diplomado por el Instituto de Estudios Políticos de París.

## Trayectoria
Hijo de Louis Édouard Carrère y de la sovietóloga de la Academia francesa Hélène Carrère d'Encausse, más tarde eurodiputada del RPR. Tiene dos hermanas: Nathalie Carrère y Marina Carrère d'Encausse. Su abuelo materno, Georges Zourabichvili, emigró de Georgia a Francia a comienzos de los años veinte. Es primo del filósofo François Zourabichvili y sobrino del compositor Nicolás Zourabichvili.
La mayoría de sus obras se destacan por la mezcla de ficción y no ficción, y en ellas se enlaza su propia experiencia con el desarrollo de la historia que cuenta. Abordan cuestiones como la identidad o el desarrollo de la ilusión. Algunos de sus libros han sido llevados al cine y él mismo dirigió la adaptación de su novela El bigote. 
Fue miembro del jurado internacional del Festival de Cannes 2010, del jurado del Cinéfoundation y de la sección de cortos del Festival de Cannes 2012. Fue también miembro del jurado del Festival Internacional de Cine de Venecia de 2015.
Ganador en 2017 del Premio FIL de Literatura en Lenguas Romances (ex Premio Juan Rulfo), que otorga la Feria Internacional del Libro de Guadalajara.
En el acta, el jurado ha dicho sobre su obra:

Es un escritor que practica la circulación multimedia, trabajando además en cine y televisión, pero sin separarse de la gran tradición humanista. Por un lado, es capaz de releer y comentar la Biblia con la erudición que exhibe en un libro como El reino. Y, por otro, es autor de una celebrada biografía de Philip K. Dick y un apasionado lector de ciencia ficción y de reportajes periodísticos. Heredero de Montaigne y de Rousseau, lo autobiográfico adquiere en su escritura una dimensión crítica que le permite pintarse sin concesiones y explorar arriesgadamente zonas de sombra de la condición contemporánea".

El 9 de junio de 2021 se confirmó ganador del Premio Princesa de Asturias de las Letras de ese año. El siguiente mes inauguró la Quincena de Realizadores de Cannes con su última película, Ouistreham, una historia de paro y exclusión social protagonizada por Juliette Binoche.

## Obras

### Novelas
- La amiga del jaguar (L'amie du jaguar), Flammarion, 1983. En español: Anagrama, traducción de Álex Gibert, 2024.
- Bravura (Bravoure), POL, 1984. Prix Passion 1984, Prix de la Vocation 1985. En español: Anagrama, traducción de Jaime Zulaika, 2016.
- El bigote (La moustache), POL, 1986. En español: Anagrama, traducción de Esther Benítez, 2015.
- Fuera de juego (Hors d'atteinte), POL, 1988. Prix Kléber Haedens 1988. En español: Anagrama, traducción de Ana María Moix, 2021.
- Una semana en la nieve (La classe de neige), POL, 1995. Prix Femina 1995. En español: Anagrama, traducción de Javier Albiñana, 2014.

### Narrativa de no ficción
- El adversario (L'adversaire), POL, 2000. En español: Anagrama, traducción de Jaime Zulaika, 2000.[10]
- Una novela rusa (Un roman russe), POL, 2007. En español: Anagrama, traducción de Jaime Zulaika, 2008.
- De vidas ajenas (D'autres vies que la mienne), POL, 2009. En español: Anagrama, traducción de Jaime Zulaika, 2011.
- Limónov, POL, 2011. En español: Anagrama, traducción de Jaime Zulaika, 2012.
- El Reino (Le royaume), POL, 2014. En español: Anagrama, traducción de Jaime Zulaika, 2015.[11]
- Yoga, POL, 2020. En español: Anagrama, traducción de Jaime Zulaika, 2021.[12]

- V13, POL, 2022. En español: Anagrama, traducción de Jaime Zulaika, 2023.[13]

### Ensayos
- Werner Herzog, Edilig, Paris 1982, ISBN 2-85601-017-2. Monografía sobre el realizador.
- El estrecho de Bering (Le Détroit de Behring), POL, 1986. Grand Prix de la science-fiction 1987. En español: Anagrama, traducción de Encarna Castejón, 2022.
- Conviene tener un sitio adonde ir, Anagrama, traducción de Jaime Zulaika, 2017.[14]

### Biografía
- Yo estoy vivo y vosotros estáis muertos. Un viaje en la mente de Philip K. Dick (Je suis vivant et vous êtes morts), Le Seuil, 1993. Biografía novelada de Philip K. Dick. En español: Minotauro, 2007, ISBN 978-84-450-7636-1; Anagrama, 2018, traducción de Marcelo Tombetta, ISBN 978-84-339-0808-7.

### Reportaje
- Calais (A Calais), 2016. En español: Anagrama, traducción de Laura Salas, 2017.

## Filmografía
- 1998: La classe de neige de Claude Miller, adaptación de la novela del mismo título. Premio especial del jurado del Festival de Cannes, 1998.
- 1999: Angel.
- 2002: L'adversaire.
- 2003: Retour à Kotelnitch, documental de 2003.
- 2005: La moustache, realizador y coguionista, con Jérôme Beaujour a partir de la novela homónima, con Emmanuelle Devos y Vincent Lindon.
- 2010: D'autres vies que la mienne, adaptación de la novela homónima, dirigida por Philippe Lioret, con Vincent Lindon y Marie Gillain como actores protagonistas.
- 2021: Ouistreham, adaptación del libro Le quai de Ouistreham, de la periodista francesa Florence Aubenas.[9]

Telefilmes
- Léon Morin prêtre.
- Monsieur Ripois.
- Le blanc à lunettes, a partir de una novela de Georges Simenon.
- Les clients d'Avrenos, a partir de una novela de Georges Simenon.
- Pêcheur d'Islande, a partir de una novela de Pierre Loti.
- Denis, con guion de Catherine Corsini.
- Désiré Landru.